# Kreuzberg (Schwandorf)

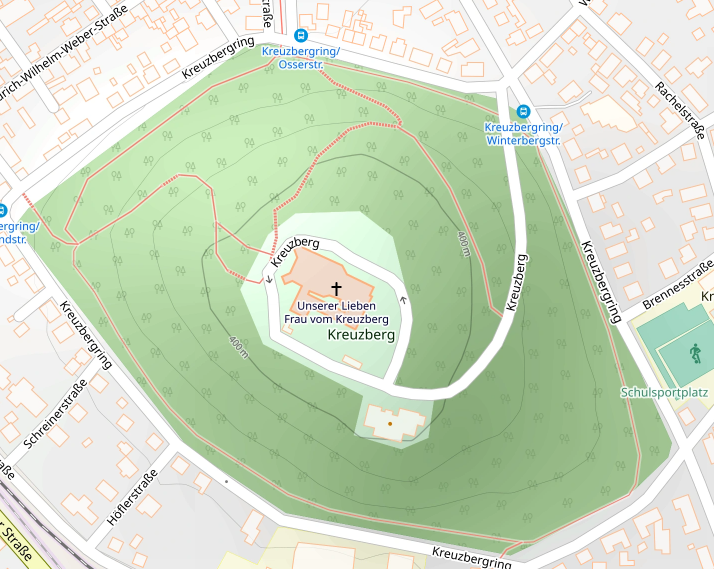
Kreuzberg (topografisch)

Der Kreuzberg liegt im Westen der Stadt Schwandorf im gleichnamigen Landkreis Schwandorf im Regierungsbezirk Oberpfalz, Bayern. 

## Geographie
Er erhebt sich bis auf eine Höhe von etwa 409 Metern über dem Meeresspiegel und ist damit eine der markanteren Erhebungen im Stadtgebiet. Der Berg gehört naturräumlich zur Schwandorfer Bucht, einem Teil des Oberpfälzer Hügellands.
Der Kreuzberg ist überwiegend bewaldet und dient den Bewohnern der Stadt als Naherholungsgebiet. An seinen Hängen und in der Umgebung befinden sich mehrere Wohngebiete, darunter der Kreuzbergring. Auf dem Gipfelplateau befinden sich neben der bekannten Wallfahrtskirche auch Einrichtungen wie das Bildungszentrum KEB im Landkreis Schwandorf e. V., ein Kreuzweg sowie mehrere Aussichtspunkte mit Blick über die Stadt und das Naabtal.

## Geschichte

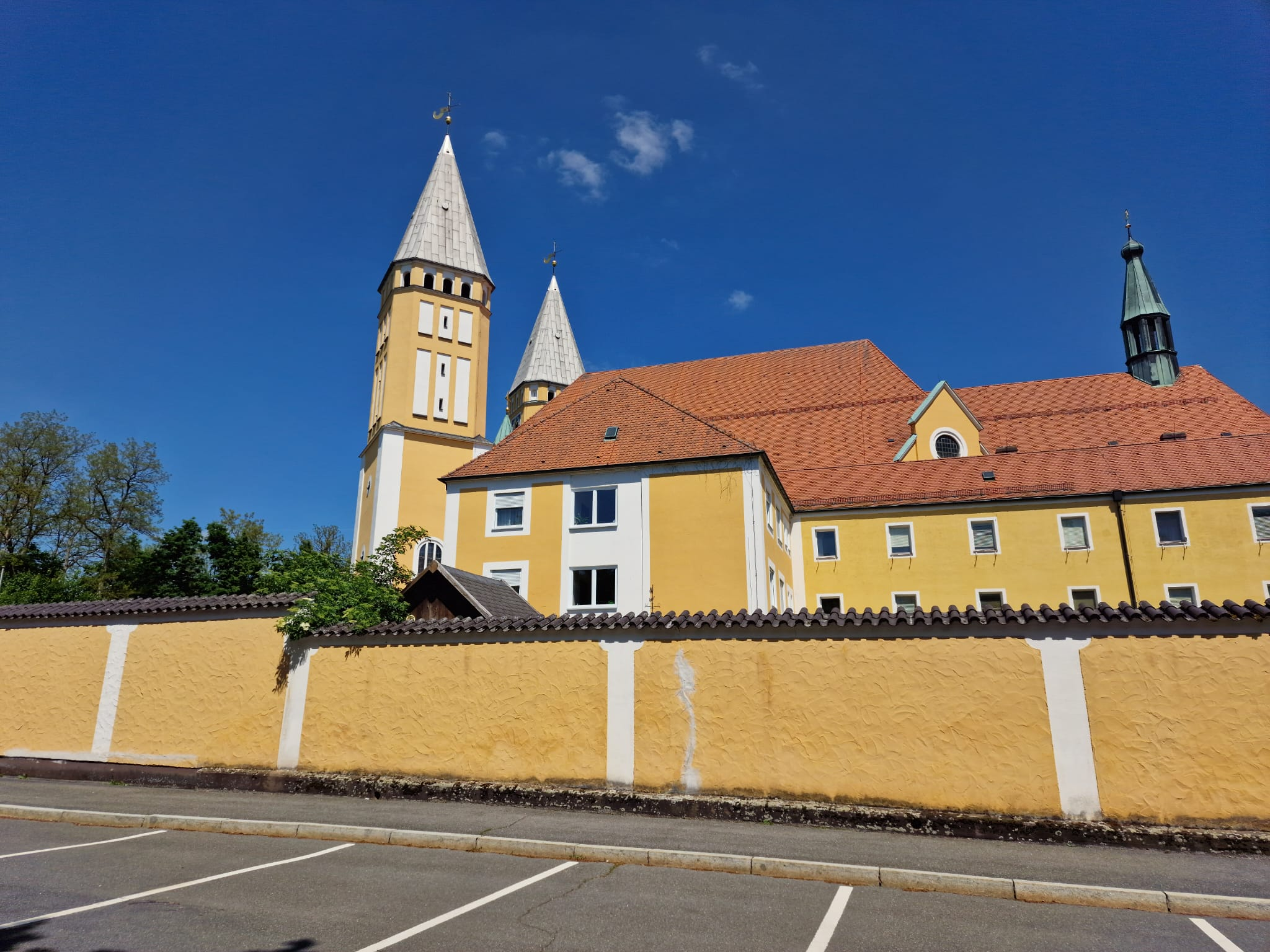
Die Wallfahrtskirche zu unseren Lieben Frau vom Kreuzberg

Nach Abbruch der Michaelkapelle 1556 wurde der „Spielberg“ als Hinrichtungsstätte genutzt. Anfang des 17. Jh. wurden die Galgen abgerissen und drei Kreuze errichtet und der Hügel wurde zukünftig Kreuzberg genannt. Nach Bau der ersten Marienkapelle 1678 und Stiftung des Maria-Hilf-Bildes 1679 begann die Wallfahrt und damit ist die Geschichte des Kreuzbergs ist eng mit der christlichen Tradition in der Region verbunden.
Nach der Säkularisation 1802 übernahmen ab 1889 die Karmeliten die Kirche und erbauten 1892 das Kloster neu.
Während des Zweiten Weltkriegs wurde die Kirche am 17. April 1945 durch Artilleriebeschuss fast vollständig zerstört. Nur das Gnadenbild der Muttergottes blieb unversehrt. Zwischen 1949 und 1952 erfolgte ein Neubau der Kirche mit größeren Ausmaßen in moderner Formensprache. Das barocke Erscheinungsbild ging dabei weitgehend verloren.
In der Nachkriegszeit entwickelte sich der Kreuzberg zunehmend auch zu einem städtischen Erholungsraum und Bildungsstandort. Der religiöse Charakter ist jedoch bis heute erhalten geblieben, insbesondere durch die regelmäßig stattfindenden Wallfahrten und Andachten.

## Bedeutung für die Stadt Schwandorf

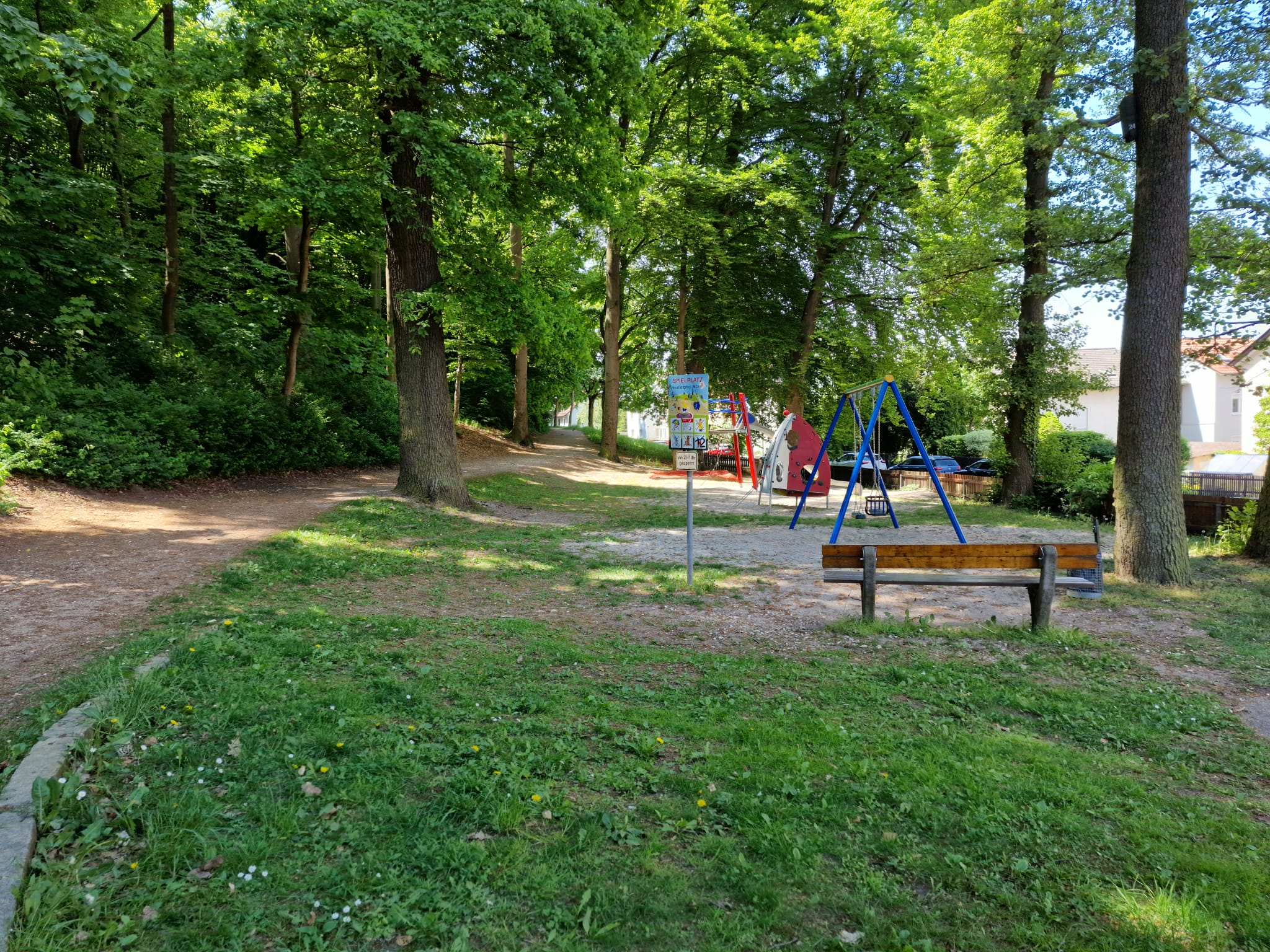
Spielplatz beim Kreuzbergring II

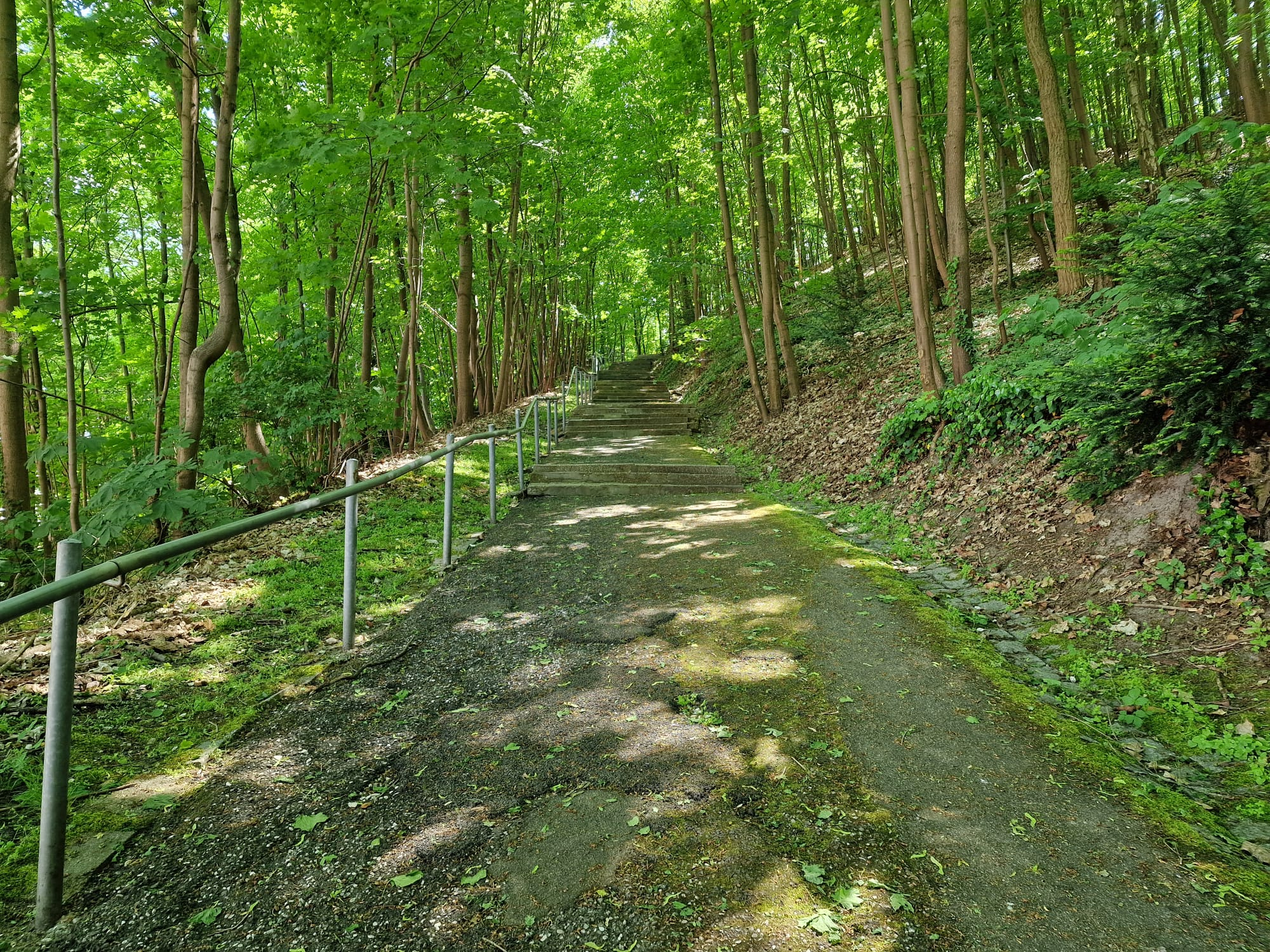
Wanderweg beim Kreuzberg

Der Kreuzberg hat eine besondere kulturelle, spirituelle und landschaftliche Bedeutung für die Stadt Schwandorf und ihre Bewohner. Als einer der markantesten Erhebungen im Stadtgebiet ist er nicht nur ein beliebtes Naherholungsgebiet, sondern auch ein identitätsstiftender Ort für die lokale Bevölkerung. Die auf dem Berg gelegene Wallfahrtskirche Zu Unserer Lieben Frau vom Kreuzberg ist ein zentrales Ziel für Gläubige und Wallfahrer aus der Region und darüber hinaus. Sie prägt das Stadtbild ebenso wie die religiöse Kultur Schwandorfs.
Darüber hinaus ist der Kreuzberg durch seine Spielplätze und die angrenzenden Wohngebiete ein fester Bestandteil des städtischen Lebens. Die regelmäßig stattfindenden Veranstaltungen, Wallfahrten und Besuche der Kirche tragen zur Belebung des kulturellen Kalenders der Stadt bei. Nicht zuletzt bietet der Kreuzberg durch seine erhöhte Lage attraktive Aussichtspunkte über Schwandorf und das Naabtal und ist somit ein beliebter Ort für Spaziergänge, Naturbeobachtung und Erholung.

## Nutzung durch die Jugend

Eins der Gebäuden, die von den Schülern des C-F-G Gymnasiums errichtet wurden.

Der Kreuzberg ist ein beliebter Aufenthaltsort für Schüler des  C-F-G Gymnasiums, da sie dort „Minecraft IRL“ spielen können. Der Kreuzberg wird auch von Schülern anderer Schulen (z. B. Kreuzbergschule oder Konrad-Max-Kunz Realschule) besucht. Außerdem werden am Kreuzberg Schulveranstaltungen wie zum Beispiel Wandertage durchgeführt.